# بقره
سورهٔ بقره دومین و بزرگ‌ترین سوره قرآن است و ۲۸۶ آیه دارد. بیشتر آیات این سوره در مدینه و پس از هجرت نازل شده‌است. این سوره طولانی‌ترین سورهٔ قرآن است.

## علت نام‌گذاری
بقره به معنی گاو ماده‌است. دلیل نام‌گذاری این سوره به این نام، این است که در آیات ۶۷ تا ۷۳ این سوره داستان فرمان خدا به بنی‌اسرائیل مبنی بر کشتن و ذبح کردن گاو، بیان شده‌است. نامهای
فسطاط القرآن، و سنام القرآن (با سوره آل عمران تواماً) نیز برای آن ذکر شده‌است.

## محتویات سوره
این سوره از نظر اصول اعتقادی اسلام و بسیاری از مسائل عملی (عبادی، اجتماعی، سیاسی و اقتصادی) جامعیت دارد. در این سوره:
1. بحث‌هایی پیرامون توحید و شناسایی خدا مخصوصاً از طریق مطالعه آفرینش آمده‌است.
2. بحث‌هایی در زمینه معاد و زندگی پس از مرگ، مخصوصاً مثال‌های حسی آن مانند داستان ابراهیم و زنده شدن مرغ‌ها و داستان عزیر.
3. بحث‌هایی در زمینه اعجاز قرآن.
4. بحث‌هایی پیرامون داستان آدم و حوا و توبهٔ آن‌ها.
5. بحث‌هایی پیرامون رزم و ماهیت نبرد در اسلام.
6. بحث‌هایی مفصل دربارهٔ یهود و منافقان و موضع‌گیری‌های خاص آن‌ها در برابر اسلام و قرآن.
7. بحث‌هایی در زمینه تاریخ پیامبران بزرگ مخصوصاً ابراهیم و موسی.
8. بحث‌هایی در زمینه احکام مختلف اسلامی از جمله: نماز، روزه، حج، تغییر قبله، ازدواج و طلاق، احکام تجارت، احکام ربا، بحث‌هایی در زمینه انفاق در راه خدا، مسائل قصاص، تحریم قمار و شراب و قسمتی از گوشت‌های حرام و احکام وصیت و مانند آن.

## آیات ویژه
آیات ویژه ای که در این سوره قرار دارد.

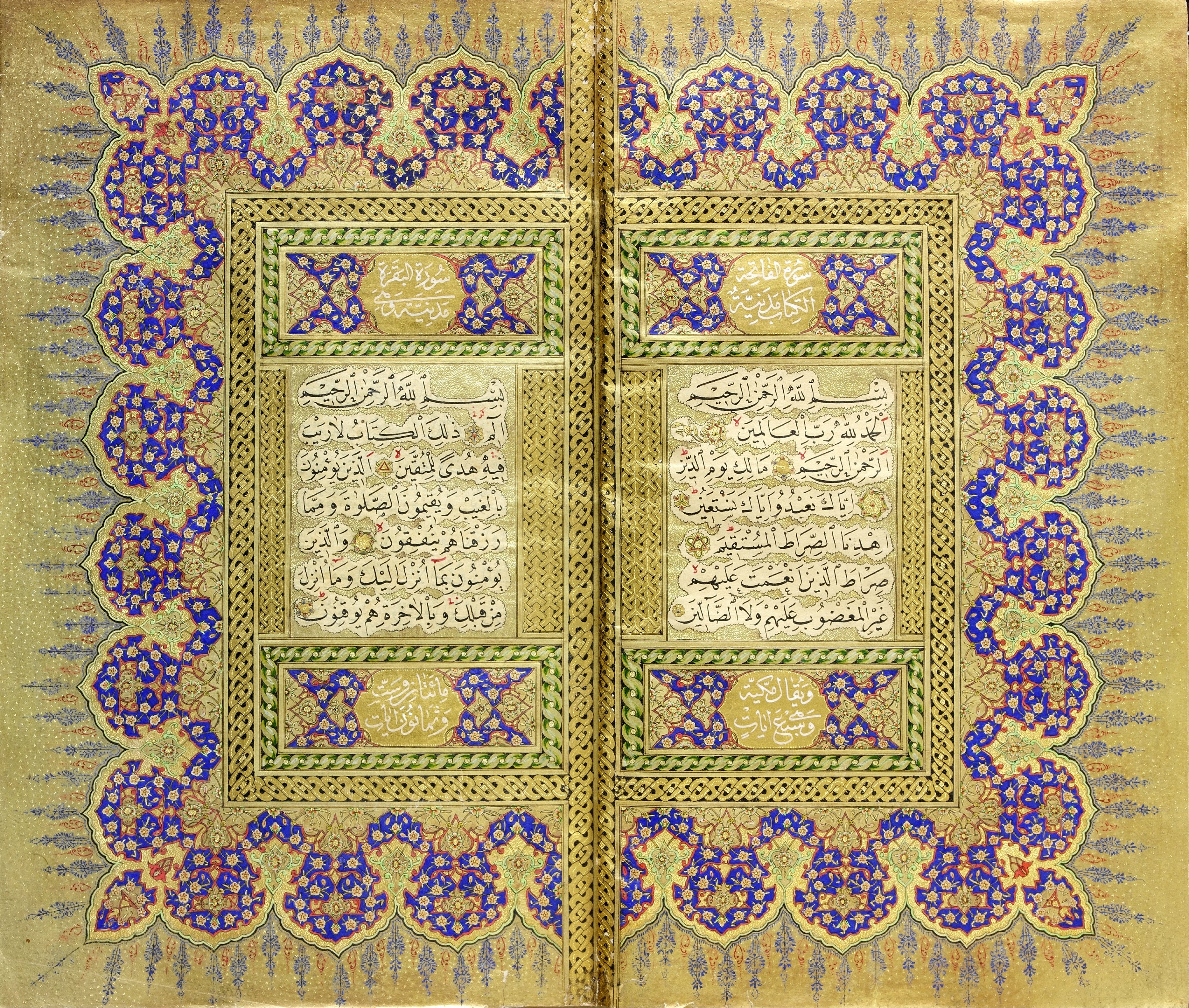
تصویری از یک نسخه تاریخی قرآن به خط محمد شوقی افندی متعلق به قرن ۱۹ میلادی که در آن سوره فاتحه و آیات ابتدایی سوره بقره دیده می‌شود. براساس توضیحات تصویر در انبار، این قرآن در شهر استانبول نگهداری می‌شود.

### آیه آمن الرسول
به دو آیه انتهایی سوره بقره می‌گویند. این دو آیه عبارتند از:
آمَنَ الرَّسُولُ بِمَا أُنزِلَ إِلَیْهِ مِن رَّبِّهِ وَالْمُؤْمِنُونَ کُلٌّ آمَنَ بِاللّهِ وَمَلآئِکَتِهِ وَکُتُبِهِ وَرُسُلِهِ لاَ نُفَرِّقُ بَیْنَ أَحَدٍ مِّن رُّسُلِهِ وَقَالُواْ سَمِعْنَا وَأَطَعْنَا غُفْرَانَکَ رَبَّنَا وَإِلَیْکَ الْمَصِیرُ﴿۲۸۵﴾ لاَ یُکَلِّفُ اللّهُ نَفْسًا إِلاَّ وُسْعَهَا لَهَا مَا کَسَبَتْ وَعَلَیْهَا مَا اکْتَسَبَتْ رَبَّنَا لاَ تُؤَاخِذْنَا إِن نَّسِینَا أَوْ أَخْطَأْنَا رَبَّنَا وَلاَ تَحْمِلْ عَلَیْنَا إِصْرًا کَمَا حَمَلْتَهُ عَلَی الَّذِینَ مِن قَبْلِنَا رَبَّنَا وَلاَ تُحَمِّلْنَا مَا لاَ طَاقَةَ لَنَا بِهِ وَاعْفُ عَنَّا وَاغْفِرْ لَنَا وَارْحَمْنَآ أَنتَ مَوْلاَنَا فَانصُرْنَا عَلَی الْقَوْمِ الْکَافِرِینَ﴿۲۸۶﴾

#### ترجمه
ترجمه مکارم شیرازی :پیامبر، به آنچه از سوی پروردگارش بر او نازل شده، ایمان آورده‌است. (و او، به تمام سخنان خود، کاملاً مؤمن می‌باشد). و همه مؤ منان (نیز)، به خدا و فرشتگان او و کتاب‌ها و فرستادگانش، ایمان آورده‌اند، (و می‌گویند:) ما در میان هیچ‌یک از پیامبران او، فرق نمی‌گذاریم (و به همه ایمان داریم). و (مؤ منان) گفتند: «ما شنیدیم و اطاعت کردیم. پروردگارا! (انتظار) آمرزش تو را (داریم)، و بازگشت (ما) به سوی توست.» خداوند هیچ‌کس را، جز به اندازه توانایی اش، تکلیف نمی‌کند. (انسان) هر کار (نیکی) را انجام دهد، برای خود انجام داده، و هر کار (بدی) کند، به زیان خود کرده‌است. (مؤمنان می‌گویند:) پروردگارا! اگر ما فراموش یا خطا کردیم، ما را مؤ اخذه مکن! پروردگارا! تکلیف سنگینی بر ما قرار مده، آن چنان‌که (به خاطر گناه و طغیان) بر کسانی که پیش از ما بودند، قرار دادی! پروردگارا! آنچه طاقت تحمل آن را نداریم، بر ما مقرر مدار! و آثار گناه را از ما بشوی! ما را ببخش و در رحمت خود قرار ده! تو مولا و سرپرست مایی، پس ما را بر جمعیت کافران، پیروز گردان!
ترجمه فولادوند: پیامبر (خدا) به آنچه از جانب پروردگارش بر او نازل شده‌است ایمان آورده‌است، و مؤمنان همگی به خدا و فرشتگان و کتاب‌ها و فرستادگانش ایمان آورده‌اند (و گفتند:) (میان هیچ‌یک از فرستادگانش فرق نمی‌گذاریم) و گفتند: (شنیدیم و گردن نهادیم، پروردگارا، آمرزش تو را (خواستاریم) و فرجام به سوی تو است) خداوند هیچ‌کس را جز به قدر توانایی‌اش تکلیف نمی‌کند. آنچه (از خوبی) به دست آورده به سود او، و آنچه (از بدی) به دست آورده به زیان اوست. پروردگارا، اگر فراموش کردیم یا به خطا رفتیم بر ما مگیر، پروردگارا، هیچ بار گرانی بر (دوش) ما مگذار؛ همچنانکه بر (دوش) کسانی که پیش از ما بودند نهادی. پروردگارا، و آنچه تاب آن نداریم بر ما تحمیل مکن؛ و از ما درگذر؛ و ما را ببخشای و بر ما رحمت آور؛ سرور ما تویی؛ پس ما را بر گروه کافران پیروز کن.
ترجمه خرمشاهی: پیامبر به آنچه از سوی پروردگارش بر او نازل شده‌است، ایمان آورده‌است و مؤمنان هم، همگی به خداوند و فرشتگانش و کتابهایش و پیامبرانش ایمان آورده‌اند [و می‌گویند] بین هیچ‌یک از پیامبران او فرق نمی‌گذاریم، و می‌گویند شنیدیم و اطاعت کردیم، پروردگارا آمرزش تو را خواهانیم و بازگشت به سوی توست. خداوند هیچ‌کس را جز به اندازه توانش تکلیف نمی‌کند، هرکس هر چه نیکی کند به سود او و هرچه بدی کند به زیان اوست، خدایا اگر [فرمانی را] فراموش یا خطایی کردیم بر ما مگیر، پروردگارا بار گرانی بر عهده ما مگذار، چنان‌که بر عهده پیشینیان ما گذارده‌ای، پروردگارا آنچه تاب و توان آن را نداریم بر دوش ما مگذار، ما را ببخش و بیامرز و بر ما رحمت‌آور، تو مولای مایی، ما را بر خدا نشناسان پیروز گردان.